# Spoorlijn Alpen - Büderich
De spoorlijn Alpen - Büderich is een spoorlijn in de Duitse deelstaat Noordrijn-Westfalen. De lijn is als spoorlijn 2517 onder beheer van DB Netze.

## Geschiedenis
De spoorlijn werd 31 december 1874 geopend door de Köln-Mindener Eisenbahn-Gesellschaft. Personenvervoer werd opgeheven in 1960, thans is de lijn alleen nog in gebruik voor goederenvervoer naar de zoutfabriek van ESCO.
Het gedeelte tussen Menzelen West en Büderich behoorde voorheen tot lijn DB 2003.

## Aansluitingen
In de volgende plaatsen is of was er een aansluiting op de volgende spoorlijnen:
Alpen
DB 2330, spoorlijn tussen Rheinhausen en Kleef
Menzelen West Tief
DB 2003, spoorlijn tussen Büderich en Venlo
Büderich
DB 2002, spoorlijn tussen Haltern en Büderich
DB 2003, spoorlijn tussen Büderich en Venlo
DB 2515, spoorlijn tussen Boxtel en Wesel